# Нештицкий, Йозеф
Йозеф Нештицкий (чеш. Josef Neštický; род. 25 января 1951, Штернберк, Оломоуц) — чехословацкий гребец, выступавший за сборную Чехословакии по академической гребле в 1973—1983 годах. Серебряный и бронзовый призёр чемпионатов мира, обладатель серебряной медали чемпионата Европы, победитель и призёр первенств национального значения, участник двух летних Олимпийских игр.

## Биография
Йозеф Нештицкий родился 25 января 1951 года в городе Штернберк, Чехословакия.
Впервые заявил о себе в академической гребле на международном уровне в сезоне 1973 года, когда вошёл в состав чехословацкой национальной сборной и выступил на чемпионате Европы в Москве, где стал серебряным призёром в программе восьмёрок.
В 1975 году в восьмёрках стал четвёртым на чемпионате мира в Ноттингеме.
Благодаря череде удачных выступлений удостоился права защищать честь страны на летних Олимпийских играх 1976 года в Монреале. В составе экипажа-восьмёрки, куда также вошли гребцы Павел Конвичка, Йозеф Пламинек, Йозеф Покорный, Вацлав Млс, Карел Мейта, Любомир Заплетал, Мирослав Враштил и рулевой Иржи Птак, неудачно выступил на предварительном квалификационном этапе, но через дополнительный отборочный заезд всё же попал в главный финал А, где в конечном счёте финишировал шестым.
В 1977 году побывал на чемпионате мира в Амстердаме, откуда привёз награду бронзового достоинства, выигранную распашных четвёрках без рулевого.
В 1978 году в безрульных четвёрках показал пятый результат на чемпионате мира в Карапиро.
В 1979 году в той же дисциплине получил серебро на чемпионате мира в Дуйсбурге.
Находясь в числе лидеров гребной команды Чехословакии, благополучно прошёл отбор на Олимпийские игры 1980 года в Москве. В безрульных четвёрках со второго места преодолел предварительный квалификационный этап и в дополнительном отборочном заезде квалифицировался в главный финал А, где впоследствии финишировал четвёртым. При этом его партнёрами были гребцы Войтех Цаска, Иржи Прудил и Любомир Заплетал.
После московской Олимпиады Нештицкий остался действующим спортсменом и продолжил принимать участие в крупнейших международных регатах. Так, в 1981 году он отметился выступлением на чемпионате мира в Мюнхене, где в распашных рулевых четвёрках занял четвёртое место.
В 1982 году в рулевых четвёрках выиграл серебряную медаль на чемпионате мира в Люцерне.
В 1983 году в той же дисциплине был пятым на чемпионате мира в Дуйсбурге.